# لبنة لغة
لَبِنَة لُغَة (بالإنجليزية: language construct) هي نحويَّة سمح بها البرنامج المُكوّن من واحدة أو أكثر من المُفردات المُعجميّة (بالإنجليزية: Lexical token) بانسجامٍ مع قواعد لغة البرمجة.
يُستَخدم مُصطلح «لبنة لغة» غالبًا كَمُرادِف لِـبُنية التحكم، وَلا يجب أن يُرتبك به مع الدوال.
[بحاجة لتوضيح]

## أمثلة عن نظم اللغة
في بي إتش بي، تُعتبر print نظم لغة.
```
<?php

print
 
'Hello world'
;

?>

```

وهي نفس:
```
<?php

print
(
'Hello world'
);

?>

```